# 1204
1204 (MCCIV) fue un año bisiesto comenzado en jueves del calendario juliano.

## Acontecimientos

### Febrero
- 4 de febrero - Pedro II de Aragón es coronado rey por el papa Inocencio III en la Basílica de San Pancracio en Roma

### Abril
- 12 de abril - Conquista de Constantinopla por los dirigentes de la Cuarta Cruzada. Se consuma el mayor saqueo de reliquias y objetos de la Edad Media.

### Mayo
- 16 de mayo - Balduino I de Constantinopla conde de Flandes, es coronado emperador de Constantinopla. Creación del Imperio Latino, con Balduino I como primer emperador (1204-1205).

### Sin fecha
- Unión de Normandía a la corona de Francia.
- Alberto Avogadro asume como Patriarca de Jerusalén.

## Nacimientos
- 14 de abril - Enrique I de Castilla, rey de Castilla. Hijo del rey Alfonso VIII de Castilla y de la reina Leonor de Plantagenet.

## Fallecimientos
- 8 de febrero - Alejo IV Ángelo. Emperador bizantino.
- 1 de abril - Leonor de Aquitania, reina francesa (1137-1152) e inglesa (1154-1189). Fue esposa de Enrique II de Inglaterra y madre de los reyes Ricardo Corazón de León y Juan sin Tierra, soberanos de Inglaterra.
- Mafalda de Castilla. Infanta de Castilla. Hija de Alfonso VIII de Castilla y de la reina Leonor de Plantagenet.
- 13 de diciembre - Maimónides, filósofo judío.